# Kingdom Force
Kingdom Force é uma série de animação em computação gráfica canadense criada por Matthew Fernandes. produzido por Heather Wilson, dirigido por Chad Hicks e Michael Helmer, Os roteiristas são Craig Martin e Matthew Fernandes, O compositor é Lorenzo Castelli. A série foi produzida pela Industrial Brothers e Boat Rocker Studios e é distribuída pela Boat Rocker Studios.
No Brasil foi exibido para o canal Nat Geo Kids.

## Enredo
Liderada pelo intrépido lobo Luka, esta equipe de animais heróicos está equipado com veículos de última geração: graças ao seu gigantesco robô de resgate, Alpha Mech, os cinco protagonistas conseguem lutar como uma entidade, neutralizando o desastres ambientais e cuidando de Reinos a que pertencem, combatendo desastres ambientais e cuidando da natureza.
O universo Kingdom Force é, na verdade, composto de 5 reinos distinto: o Reino das Planícies, uma vasta pastagem povoada por felinos, o Reino dos Canyons, um deserto rochoso habitado por texugos, o reino do gelo, localizado ao norte e ocupado por ursos, o reino da selva, a intrincada floresta tropical de macacos, e o Reino da Floresta, o lugar verde e luxuriante onde vivem os lobos. Então há o cidade de Anópolis, verdadeiro triunfo da tecnologia e da arquitetura: aqui, na torre principal, está o coração do Kingdom Force, onde os animais se reúnem para melhorar a vida de todos os habitantes dos Reinos. No último andar do prédio fica a sede, onde os líderes dos 5 Reinos se reúnem para discutir o destino de seu mundo.

## Personagens
- Luka (voz por Bobby Knauff)[2] - ele é o líder da equipe Kingdom Force e pertence ao reino da Floresta: um verdadeiro herói sempre pronto para a batalha. Otimista e carismático, ele só quer o melhor para si e para seus companheiros. Seu veículo foi projetado para se mover até mesmo nos terrenos mais acidentados e é capaz de decolar.
- Jabari (voz por Tyler Nathan)[2] - é o membro mais jovem da equipe, ele vem do Reino das Planícies e é um concentrado de energia. Ele é capaz de correr em velocidades muito altas e sua curiosidade irreprimível sempre o mantém ativo. Ele também possui um veículo que é um carro elegante e refinado equipado com propulsores de foguetes.
- TJ (voz por Mark Edwards)[2] - um gênio da engenharia silencioso do Reino dos Canyons. Ele adora gadgets e possui habilidades técnicas incríveis: ele é o mecânico do grupo e está constantemente ocupado modificando e melhorando a tecnologia do Kingdom Force. Seu veículo se encarrega do reparo e é capaz de cavar o solo graças a uma enorme furadeira.
- Dalilah (voz por Julie Sype)[2] - ela é a química do grupo e pertence ao Reino da Selva: extrovertida e cheia de energia, tem coragem de sobra e está sempre pronta para aprender coisas novas e consolar seus companheiros nos momentos mais difíceis. Seu veículo é equipado com sensores poderosos, capazes de detectar a velocidade do vento, calor, ondas eletromagnéticas e identificar quaisquer anomalias naturais que os heróis possam encontrar durante as missões.
- Norvyn (voz por Dwayne Hill)[2] - é o membro mais velho e forte do Kingdom Force. Estóico e um pouco mal-humorado, ele vem do Reino do Gelo e tem um caráter impenetrável. No entanto, sob esta casca de imperturbabilidade, ele esconde uma natureza leal e protetora de "irmão mais velho", sempre pronto para defender seus companheiros de perigos iminentes. O veículo de Norvyn foi projetado para missões subaquáticas e é capaz de submergir na água.